# Ascaphus
Famille
Genre
Ascaphus est un genre d'amphibiens, le seul de la famille des Ascaphidae.

## Répartition

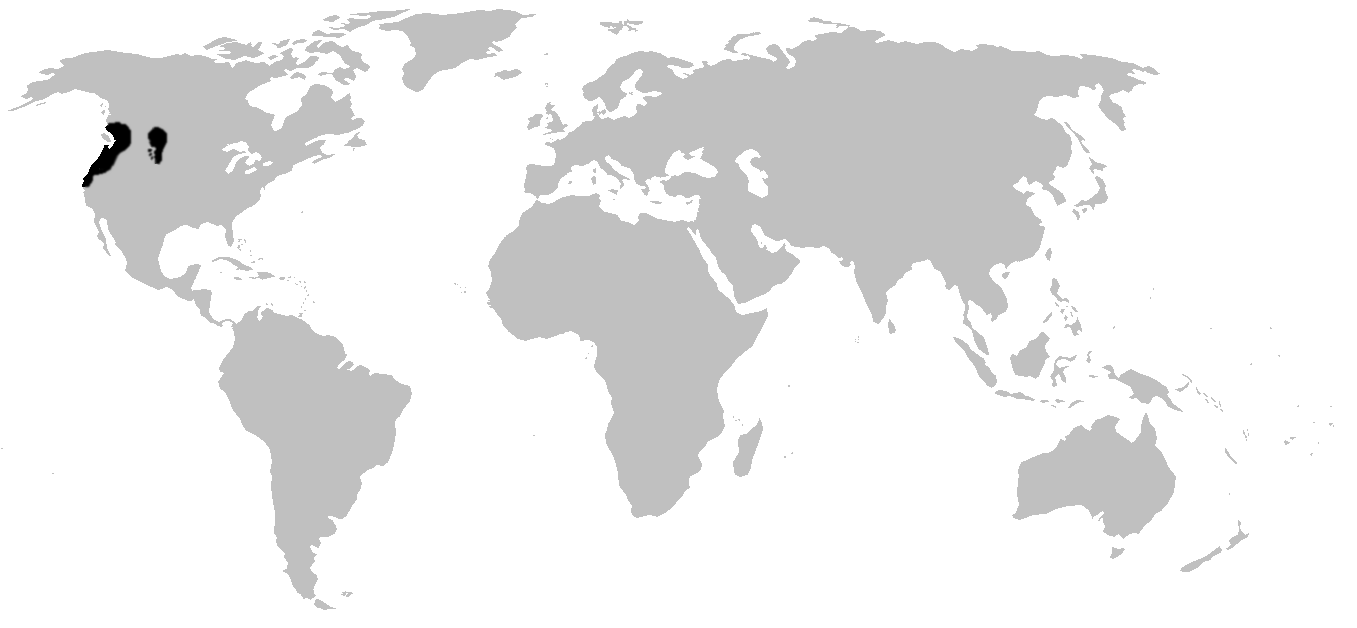
Aire de répartition

Les deux espèces de ce genre se rencontrent dans le nord-ouest des États-Unis et dans le sud-ouest du Canada.

## Liste des espèces
Selon Amphibian Species of the World (11 juin 2017) :
- Ascaphus montanus Mittleman & Myers, 1949 - Grenouille-à-queue des Rocheuses
- Ascaphus truei Stejneger, 1899 - Grenouille-à-queue côtière

## Taxinomie
Jusqu'en 2001, le genre Ascaphus était considéré comme monotypique (Ascaphus truei, Stejneger, 1899). Mais des recherches cette même année arrivèrent à la conclusion qu'il y avait en réalité deux espèces dans le genre en fonction de différences relevées sur plusieurs spécimens. Depuis lors, le genre Ascaphus comprend également la nouvelle espèce Ascaphus montanus. Ascaphus montanus est plutôt présent au niveau des montagnes Rocheuses tandis qu'Ascaphus truei vit plus à l'ouest dans les zones côtières proches de l'océan Pacifique.

## Publications originales
- Fejérváry, 1923 : Ascaphidae, a new family of the tailless batrachians. Annales Historico-Naturales Musei Nationalis Hungarici/ Természettudományi Múzeum évkönyve. Budapest, vol. 20, p. 178-181 (texte intégral).
- Stejneger, 1899 : Description of a new genus and species of discoglossoid toad from North America. Proceedings of the United States National Museum, vol. 21, p. 899-902 (texte intégral).